# Iman Spaargaren
Iman Spaargaren (* um 1979) ist ein niederländischer Jazzmusiker (Tenor- und Sopransaxophon, Klarinette, Bassklarinette, Querflöte, Komposition).

## Leben und Wirken
Spaargaren begann mit acht Jahren Klarinette zu spielen; später kam das Tenorsaxophon dazu. Er begann ein Soziologiestudium an der Universität Utrecht, bevor er entschied, Jazzmusiker zu werden. Während seines Bachelor-Studiums bei Ferdinand Povel am Conservatorium van Amsterdam kamen weitere Holzblasinstrumente hinzu. Bei Codarts in Rotterdam absolvierte er 2008 seinen Master-Abschluss.
Spaargaren gehörte zunächst zu dem niederländischen Funkkollektiv Gellybooty, mit dem seit 1999 zwei Alben und mehrere EPs entstanden. 2007 stellte er mit der New Generation Big Band deren erstes Album Had je wat? im Melkweg in Amsterdam vor, dem 2009 das Album Shoot folgte. Daneben gehörte er zum European Union Quartet (gleichnamiges Album 2008, The Dark Peak 2011), mit dem er mehrfach zwischen 2008 und 2010 in Westeuropa tourte. In unterschiedlichen Konstellationen entstand sein Debütalbum Flow, das 2010 auf seinem Label EyemanRecords erschien. Er wurde ausgewählt, um die Young VIP Tour 2012 durchzuführen und tourte 2013 auch in Nordamerika.
In den letzten Jahren hat Spaargaren mit einer Vielzahl von Musikgruppen zusammengearbeitet, darunter Captain Hook, Pelican Three, StarkLinnemann Quartet (Pictures at an Exhibition) und Thelonious4 (Live at the Hot House); neben seinem Quartett und Septett gründete er weitere eigene Bands wie das Undercurrent Orchestra, Undercurrent Trio, EyeMan All Stars oder Voice of Monk. Als Musiker war er zudem an dem Musiktheaterstück My Father Held a Gun beteiligt.
2013 Legte Spaargaren sein Album In The Moment vor, das gute Kritiken erhielt; DotTime Records veröffentlichte zudem das Album Thelonious4 meets Tony Miceli. Nach dem Doppelalbum Transcending Chopin II & III (2016) erschien 2019 High Tide Low Tide auf Flea Boy Records und 2021 Everything Seems Different mit dem Undercurrent Orchestra.

## Diskographische Hinweise
- Iman Spaargaren Undercurrent In the Moment (EyemanRecords 2013, mit Guillermo Celano, Cord Heineking, Jasper van Hulten)
- Undercurrent Trio featuring Guillermo Celano and Marcos Baggiani (2019)
- EyeMan All Stars: Sly Fly (EyemanRecords 2020, mit Dirk Balthaus, Hendrik Müller, Efraim Schulz-Wackerbarth)
- Undercurrent Orchestra: Everything Seems Different (Zennez Records 2021, mit Annie Tangberg, Gerard Kleijn, Joost Buis, Guillermo Celano und Marcos Baggiani)[4]